# Carl Conrad Loerick
Carl Conrad Loerick (geboren am 4. November 1783 in Neuss; gestorben am 22. Juli 1850 ebenda) war ein preußischer Verwaltungsbeamter und von 1843 bis 1850 Landrat des Kreises Neuß.

## Leben
Der unverheiratet gebliebene Katholik Carl Conrad Loerick war der Sohn des Stadtschreibermeisters und späteren Steuereinnehmers Johann Jacob Loerick und dessen Ehefrau Anna Margaretha Loerick, geborene Klein. Seit seinem 17. Lebensjahr in Diensten seiner Geburtsstadt Neuss, wurde er dort 1805 Rentmeister und von 1828 bis 1843 Bürgermeister. Seit 1828 war er zudem Kreisdeputierter. Nach dem Tod des Neußer Landrats Wilhelm von Bolschwing am 24. November 1842 zunächst kommissarisch zum Landrat ernannt, erhielt Loerick am 22. Juli 1843 seine definitive Ernennung mit Allerhöchster Kabinettsorder. Unter Gehaltsfortzahlung als Landrat bis zum 17. Februar 1850 trat Loerick mit Dimissoriale vom 30. Januar 1850 in den Ruhestand. Er war Träger des Roten Adlerordens 4. Klasse.